# Greed for Gold (film 1913 Ingraham)
Greed for Gold è un cortometraggio muto del 1913 diretto da Lloyd Ingraham (non confermato).

## Produzione
Il film fu prodotto dalla Essanay Film Manufacturing Company.

## Distribuzione
Distribuito dalla General Film Company, il film - un cortometraggio di una bobina - uscì nelle sale cinematografiche USA il 30 ottobre 1913.